# Cortodera
Genre
Cortodera est un genre d'insectes appartenant à la famille des Cerambycidés. 

## Liste d'espèces
Selon ITIS:
- Cortodera barri Linsley & Chemsak, 1972
- Cortodera bivittata Linsley & Chemsak, 1972
- Cortodera coniferae Hopping & Hopping, 1947
- Cortodera cubitalis (LeConte, 1861)
- Cortodera falsa (LeConte, 1860)
- Cortodera ferrea Linsley & Chemsak, 1972
- Cortodera fraudis Linsley & Chemsak, 1972
- Cortodera funerea Linsley & Chemsak, 1972
- Cortodera impunctata Hopping & Hopping, 1947
- Cortodera longicornis (Kirby in Richardson, 1837)
- Cortodera militaris (LeConte, 1850)
- Cortodera nitidipennis (Casey, 1913)
- Cortodera placerensis Hopping & Hopping, 1947
- Cortodera robusta Hopping & Hopping, 1947
- Cortodera spuria (LeConte, 1873)
- Cortodera stolida (Casey, 1924)
- Cortodera subpilosa (LeConte, 1850)
- Cortodera thorpi Linsley & Chemsak, 1972
- Cortodera tuberculicollis Linsley & Chemsak, 1972
- Cortodera vanduzeei Linsley & Chemsak, 1972